# Korostysjiv
Korostysjiv (ukrainska: Коростишів uttal (fil)) är en stad i Korostysjivskyj rajon i Zjytomyr oblast i Ukraina. Den hade 24 129 invånare år 2022. Ligger på Teteriv flod.

## Historia
Det omtalas första gången 1495. Korostysjiv fick Magdeburgrätten 1799. Korostysjiv fick stadsrättigheter 1938.